# Vesa Hakala
Vesa Hakala (Harjavalta, 5 dicembre 1968) è un ex saltatore con gli sci finlandese.

## Biografia
In Coppa del Mondo esordì il 6 marzo 1988 a Lahti (11°) e ottenne il primo podio il 16 dicembre 1990 a Sapporo (3°).
In carriera prese parte a due edizioni dei Campionati mondiali, vincendo una medaglia.

## Palmarès

### Mondiali
- 1 medaglia:
  - 1 argento (gara a squadre a Val di Fiemme 1991)

### Coppa del Mondo
- Miglior piazzamento in classifica generale: 15º nel 1993
- 2 podi (1 individuale, 1 a squadre):
  - 1 secondo posto (a squadre)
  - 1 terzo posto (individuale)